# Филабад
Филаба́д (перс. فيل اباد‎) — небольшой город на юго-западе Ирана, в провинции Чехармехаль и Бахтиария. Входит в состав шахрестана  Фарсан.
На 2006 год население составляло 4 713 человек.

## География
Город находится в северной части Чехармехаля и Бахтиарии, в горной местности центрального Загроса, на высоте 2 077 метров над уровнем моря.
Филабад расположен на расстоянии приблизительно 32 километров к западу от Шехре-Корда, административного центра провинции и на расстоянии 375 километров к юго-западу от Тегерана, столицы страны.